# Birajn
Birajn (arab. بيرين) – miejscowość w Syrii, w muhafazie Hama. W 2004 roku liczyła 2597 mieszkańców.